# アレクサンドル・ショーヒン
アレクサンドル・ニコラエヴィチ・ショーヒン（ロシア語: Алекса́ндр Никола́евич Шо́хин, ラテン文字転写: Aleksandr Nikolayevich Shokhin、1951年12月25日 - ）は、ロシアの政治家、経済学者、実業家。経済学博士。
ボリス・エリツィン政権では、穏健改革派に属し、ロシア副首相、経済相、連邦議会下院国家会議副議長を歴任した。
与党統一ロシア党最高会議ビューロー員。

## 経歴・人物
1951年12月25日アルハンゲリスク州プレセツク（プレセツキー）地区サヴィンスコエ村に生まれる。
1974年モスクワ大学経済学部を卒業する。大学卒業後、ゴスプラン（ソ連国家計画委員会）付属経済研究所に勤務する。1979年ソ連労働・社会問題国家委労働研究所に入り、上級研究員、課長を歴任する。1982年ソ連の学術的最高権威である、ソ連科学アカデミーの中央数理経済研究所で上級研究員となる。1986年ソ連科学アカデミー国民経済予測研究所に勤務。1987年から1991年まで、ソ連外務省で外相経済顧問、対外経済関係局長、国際経済関係局長を歴任した。
ショーヒンは、ボリス・エリツィンのロシア連邦共和国指導部の一員となる。1991年8月ロシア共和国労相に任命され、以後、同年11月には、ロシア副首相（社会政策及び、対外経済関係担当）。12月ロシア連邦労働・雇用相を歴任する。92年2月以降は、対外経済関係のポストを歴任し、IMF（国際通貨基金）や世界銀行、CIS（独立国家共同体）などでロシア代表を務めた。
1993年12月下院国家会議選挙に立候補し、当選する。院内では、セルゲイ・シャフライのロシアの統一と合意党に所属する。1994年1月経済相に任命される。1994年3月新議会に対応した内閣改造で民族問題担当副首相に任命されたシャフライとともに、対外経済関係担当の副首相として入閣する。
しかし、ルーブルの大暴落に伴う内閣改造によって、1994年11月副首相・経済相を辞任に追い込まれた。ヴィクトル・チェルノムイルジン首相が解任され、後任のセルゲイ・キリエンコ内閣で財政・国際金融機関担当副首相となる。キリエンコ内閣がロシア金融危機に有効な手を打てずに退陣し、エフゲニー・プリマコフ内閣が成立すると、当初、副首相として入閣を求められていたが、辞退した。
副首相辞退の理由としては、プリマコフ内閣に第一副首相として元ゴスプラン議長であった、ユーリ・マスリュコフが入閣したからとも言われているが定かではない。
1999年12月31日エリツィンの電撃的な大統領辞任と、大統領代行にウラジーミル・プーチンを指名したことに対して、ショーヒンは、この事態を事前に新聞紙上のインタビューで予測している。
2004年統一ロシアに入党する。
2005年4月現在、ルクオイル重役会メンバー（取締役）。また、同年からアルカジー・ウォリスキーの後を引き継いで、同年9月30日からロシア産業家企業家同盟会長となった。2011年ロシア外交政策会議評議員。ルネサンス・キャピタル社監督委員会議長。業界代表として、禁煙法（反タバコ法）制定の際には、タバコ業界の側に立ってロビー活動をしたとして、イズベスチアに批判された。